# 내레이션
내레이션(narration)은 스토리텔링을 통해 이야기를 관객에게 전달하기 위해 쓰이거나 말해지는 해설을 사용하는 것이다. 내레이션은 내레이터(narrator)에 의해 전달된다. 내레이터는 이야기의 창작자에 의해 개발된 특정 인물이나 불특정한 문학적 목소리로, 관객에게 정보, 특히 사건의 연속인 플롯에 대한 정보를 전달한다. 내레이션은 모든 글쓰기 이야기(장편 소설, 단편 소설, 시, 회고록 등)의 필수 요소이며, 이야기를 전체적으로 제시한다. 영화, 연극, TV 프로그램, 비디오 게임과 같은 대부분의 다른 스토리텔링 형식에서는 선택 사항이며, 이야기 속 대화나 시각적 행동과 같은 다른 수단을 통해 이야기가 전달될 수 있다.
때로는 서사 기법과 동의어로도 사용되는 서사 방식은 이야기 창작자가 내레이터와 내레이션을 개발하는 일련의 선택을 포함한다.
- 서술 시점, 관점 또는 목소리: 내레이터가 사용하는 인칭의 선택으로, 내레이터와 관객이 이야기의 참여자인지 여부를 설정한다. 또한, 내레이터가 제시하는 정보 또는 지식의 범위를 포함한다.
- 서술 시제: 과거 또는 현재 시제의 선택으로, 플롯의 사전 완료 또는 현재 즉각성을 설정한다.
- 서사 기법: 이야기의 설정 (시간과 공간의 위치) 설정, 성격화된 등장인물 개발, 주제 (주요 아이디어 또는 주제) 탐구, 서사 구조화, 특정 세부 사항만 의도적으로 표현하고 다른 것은 표현하지 않기, 문학 장르 규범을 따르거나 전복하기, 특정 언어 스타일 사용 및 다양한 기타 스토리텔링 장치 사용 등 이야기를 서술하는 데 도움이 되는 다양한 기타 방법.

따라서 내레이션은 이야기를 누가 말하는지, 그리고 이야기가 어떻게 말해지는지(예: 의식의 흐름 또는 믿을 수 없는 화자 사용) 모두를 포함한다. 내레이터는 익명이거나 불특정일 수도 있고, 이야기 속에 등장하고 참여하는 등장인물일 수도 있으며(허구든 사실이든), 작가 자신이 등장인물일 수도 있다. 내레이터는 플롯에 관여하지 않고 단순히 관객에게 이야기를 전달할 수 있으며, 등장인물의 생각과 먼 사건에 대해 다양한 인식을 가질 수 있다. 일부 이야기에는 다양한 시기에 다양한 등장인물의 줄거리를 설명하기 위해 다중 관점의 내레이터가 있어 복잡한 관점의 이야기를 만들어낸다.

## 시점
서술 시점의 본질에 관한 지속적인 논쟁이 있었다. 다양한 이론적 접근 방식은 인물, 관점, 목소리, 의식, 초점의 관점에서 시점을 정의하려고 노력해 왔다. 서술 관점은 서술 자체와 관련하여 스토리텔러의 위치와 특성이다. 예를 들어, 제라르 주네트가 각각 내러티브 내적 서술(intradiegetic)과 내러티브 외적 서술(extradiegetic)이라고 부르는 일인칭 서술과 삼인칭 서술 사이에는 일반적인 구분이 있다.

### 문학 이론
러시아 기호학자 보리스 우스펜스키는 서술에서 시점이 표현되는 다섯 가지 차원을 식별한다. 공간적, 시간적, 심리적, 구문론적, 이념적이다. 미국 문학 비평가 수잔 스나이더 랜서도 이러한 범주를 발전시킨다.
심리적 시점은 등장인물의 행동에 초점을 맞춘다. 랜서는 이것이 "시점의 매우 복잡한 측면이며, 내레이터가 각 등장인물과 사건에 대해 갖는 거리감이나 친밀감이라는 광범위한 질문을 포함한다... 텍스트에 표현된"이라고 결론짓는다.
이념적 시점은 "시점의 가장 기본적인 측면"일 뿐만 아니라 "형식화하기 가장 어려운 측면인데, 그 분석이 어느 정도 직관적인 이해에 의존하기 때문"이다. 시점의 이 측면은 내레이터 또는 등장인물의 규범, 가치, 신념 및 세계관에 초점을 맞춘다. 이념적 시점은 랜서가 "명시적 이념"이라고 부르는 것처럼 직접적으로 명시될 수도 있고, 텍스트의 "심층 구조적" 수준에 내재되어 쉽게 식별되지 않을 수도 있다.

### 일인칭
일인칭 시점은 공개적으로 자신을 지칭하고 참여하는 내레이터를 통해 이야기를 드러낸다. 일인칭은 내레이터와 독자 사이에 친밀한 관계를 형성하는데, 시점 캐릭터를 '나'와 '나를'과 같은 일인칭 대명사(내레이터가 더 큰 그룹의 일부일 때는 '우리'와 '우리를'도 포함)로 지칭하기 때문이다.

### 이인칭
이인칭 시점은 신뢰성 부족의 가능성에서 일인칭과 유사한 시점이다. 내레이터는 자신의 경험을 이야기하지만, 이인칭 대명사 '당신'을 사용하여 거리를 둔다(종종 아이러니하게). 이것은 이탈로 칼비노의 메타픽션 소설인 어느 겨울밤 한 여행자가에서처럼 독자에게 직접적으로 말을 건네는 것이 아니다. 이인칭의 다른 주목할 만한 예로는 제이 매키너니의 소설 브라이트 라이츠, 빅 시티, 로리 무어와 주노 디아즈의 단편 소설, 앤디 위어의 단편 소설 계란 (2009년 단편 소설), 미셸 뷔토르의 새로운 생각 (뷔토르 소설) 등이 있다. N. K. 제미신의 다섯 번째 계절 (소설)과 그 속편의 일부도 이인칭으로 서술된다.
당신은 이 아침 시간에 이런 곳에 있을 만한 사람이 아니다. 하지만 당신은 여기 있고, 세부 사항이 흐릿하지만 지형이 완전히 낯설다고 말할 수는 없다.— 제이 매키너니의 브라이트 라이츠, 빅 시티 (1984)의 첫 구절

모신 하미드의 내키지 않는 근본주의자와 게임북, 즉 미국판 자신만의 모험을 선택하라와 영국판 파이팅 판타지 시리즈(장르의 가장 큰 두 가지 예시)는 진정한 이인칭 서술이 아니다. 왜냐하면 소설의 경우 암묵적인 내레이터가 있고(시리즈의 경우 작가), 독자에게 말을 거는 장치가 있기 때문이다. 독자에게 말을 거는 이 장치는 대상 독자 연령과 롤플레잉 게임 시스템 복잡성의 큰 차이에도 불구하고 게임 관련 매체의 거의 보편적인 특징이다. 마찬가지로, 콜로설 케이브 어드벤처 및 조크 (비디오 게임)와 같은 텍스트 기반 인터랙티브 픽션은 전통적으로 사용자를 대상으로 하는 설명이 있어, 캐릭터가 보고 있는 것과 하고 있는 것을 알려준다. 이러한 관행은 스파이더웹 소프트웨어와 같이 캐릭터 및 위치 설명이 포함된 팝업 텍스트 상자를 많이 사용하는 그래픽 게임의 텍스트 기반 부분에서도 가끔 나타난다. 찰스 스트로스의 소설 할팅 스테이트의 대부분은 이러한 스타일에 대한 암시로 이인칭으로 쓰여졌다.

### 삼인칭
삼인칭 서술 방식에서는 서술이 모든 등장인물을 '그' 또는 '그녀'와 같은 삼인칭 대명사로 지칭하며, 절대 일인칭이나 이인칭 대명사를 사용하지 않는다.

#### 전지적 또는 제한적
전지적 시점은 이야기 세계에서 일어나는 모든 일, 즉 각 등장인물이 생각하고 느끼는 것을 보고 아는 전반적인 관점을 가진 내레이터에 의해 제시된다. 전지적 내레이터의 포함은 찰스 디킨스, 레프 톨스토이, 조지 엘리엇의 작품을 포함한 19세기 소설에서 전형적이다.
일부 소설, 특히 장편 소설은 서로 다른 시점이 별개의 섹션이나 장에 제시되는 다중 시점을 사용한다. 여기에는 마이클 온다치의 잉글리시 페이션트, 클레어 메시드의 황제의 아이들, 조지 R. R. 마틴의 얼음과 불의 노래 시리즈가 포함된다. 1916년 라빈드라나트 타고르가 쓴 가정과 세계는 세 가지 다른 시점 캐릭터를 가진 또 다른 책의 예이다. 릭 라이어던이 쓴 올림포스 영웅전 시리즈에서는 시점이 간격으로 캐릭터 간에 교대한다.
해리 포터 시리즈는 일곱 권의 소설 대부분에서 주인공에게 초점을 맞추지만, 때로는 다른 캐릭터로 전환하기도 한다. 특히 시리즈 후반부 소설의 시작 부분에서는 에포님 해리의 시점에서 다른 캐릭터의 시점으로 전환된다.
예를 들어, 해리 포터와 혼혈 왕자 1장의 시작 부분에서 전지적 내레이터는 머글 총리를 "사무실에 혼자 앉아 긴 메모를 읽고 있는데, 그 메모는 그의 뇌를 스쳐 지나가며 아무런 의미도 남기지 않았다"고 묘사한다.
한 캐릭터의 관점에 국한된 제한적 또는 가까운 삼인칭 시점의 예로는 J.M. 쿳시의 수치가 있다.

#### 주관적 또는 객관적
주관적 시점은 내레이터가 한 명 이상의 등장인물의 생각, 감정, 의견을 전달하는 경우이다. 객관적 시점은 내레이터가 어떤 등장인물의 생각, 의견, 감정도 묘사하지 않고 이야기를 전달하는 시점이며, 대신 객관적이고 편향되지 않은 시점을 제공한다.

### 교대 또는 다인칭
소설(또는 기타 서사 작품)의 경향은 소설 전체에 걸쳐 단일 시점을 채택하는 것이지만, 일부 작가들은 예를 들어 서로 다른 일인칭 내레이터 사이를 교대하거나 일인칭과 삼인칭 서술 방식 사이를 교대하는 다른 시점을 활용했다. D. J. 맥헤일의 펜드래곤 모험 시리즈 열 권은 주인공의 여정을 따라가는 일인칭 관점(손글씨 일기 항목)과 집으로 돌아간 친구들에게 초점을 맞춘 무형의 삼인칭 관점 사이를 오간다.
아메리카 원주민 공동체에서는 이야기와 스토리텔링이 종종 공동체의 여러 장로들에 의해 전해진다. 이런 식으로 이야기는 내레이터와 청중 사이의 관계에 따라 형성되므로 결코 고정적이지 않다. 따라서 개별적인 이야기는 무수히 많은 변형을 가질 수 있다. 내레이터는 종종 이야기를 다른 청중에게 맞추기 위해 이야기에 사소한 변경을 가한다.
이야기에서 여러 서사를 사용하는 것은 단순히 문체적 선택이 아니라, 더 큰 사회적 정체성의 발전과 그것이 전반적인 서사에 미치는 영향에 대한 통찰력을 제공하는 해석적 선택이라고 리 해링은 설명한다.

해링은 천일야화의 아랍 설화에서 각 이야기가 다음 이야기와 느슨하게 연결되도록 액자 구조가 어떻게 사용되었는지, 그리고 각 이야기가 더 큰 서사 안에 어떻게 갇혀 있었는지 보여주는 예를 제시한다. 또한 해링은 천일야화와 아일랜드섬의 일부 농촌 지역, 남서부 인도양의 섬들, 그리고 마다가스카르와 같은 아프리카 문화에서 관찰되는 구전 이야기 사이의 유사점을 제시한다.
"내가 할 일을 말해주지," 대장장이가 말했다. "내가 네 검을 고치는 동안 이야기를 해준다면 내일 고쳐주겠다." 화자는 1935년 아일랜드섬의 이야기꾼이었고, 다른 이야기 안에 하나의 이야기를 담고 있었다 (O'Sullivan 75, 264). 이 순간은 "부러워하는 자와 부러움 받는 자"의 이야기가 두 번째 칼란다르가 들려주는 더 큰 이야기 안에 담겨 있고 (Burton 1: 113-39), 많은 이야기가 다른 이야기 안에 담겨 있는 천일야화를 떠올리게 한다.

## 시제
서술 과거 시제에서는 플롯의 사건이 내레이터의 현재보다 먼저 발생한다. 이것은 이야기가 표현되는 시제 중 가장 흔한 시제이다. 이는 내레이터의 먼 과거 또는 그들의 즉각적인 과거에 해당할 수 있으며, 이는 실용적인 목적상 그들의 현재와 동일하다. 과거 시제는 설정이 독자의 과거, 현재 또는 미래에 있는지 여부와 관계없이 사용될 수 있다.
현재 시제를 사용하는 서사에서는 플롯의 사건이 내레이터의 현재 순간에 발생하는 것으로 묘사된다. 현재 시제로 서술된 소설의 최근 예로는 수잔 콜린스의 헝거 게임 3부작이 있다. 현재 시제는 독자의 과거에 있었던 사건을 서술하는 데도 사용될 수 있다. 이를 "역사적 현재"라고 한다. 이 시제는 글쓰기 문학보다는 자발적인 대화 서사에서 더 흔하게 사용되지만, 때로는 행동의 즉각성을 주기 위해 문학에서 사용되기도 한다. 각본의 행동 또한 현재 시제로 작성된다.
미래시제는 가장 드물며, 플롯의 사건이 내레이터의 현재 시점 이후에 발생하는 것으로 묘사한다. 종종 이러한 다가올 사건들은 내레이터가 미래에 대한 예지력(또는 추정 예지력)을 가지고 있는 것으로 묘사되므로, 많은 미래 시제 이야기는 예언적인 어조를 띠고 있다.

## 기법

### 의식의 흐름
의식의 흐름은 (일반적으로 일인칭) 내레이터의 관점을 내러티브 등장인물의 생각 과정(단순히 행동이나 말하는 것이 아님)을 재현하려는 시도를 통해 보여준다. 종종 내면의 독백과 내면의 욕망 또는 동기, 그리고 불완전한 생각의 단편들이 청중에게 표현되지만 반드시 다른 등장인물에게는 아니다. 예시로는 윌리엄 포크너의 음향과 분노와 내가 죽어 누워 있을 때에 나오는 여러 내레이터의 감정들, 그리고 마거릿 애트우드의 시녀 이야기에 나오는 오프레드의 종종 단편적인 생각들이 있다. 아일랜드 작가 제임스 조이스는 자신의 소설 율리시스 (소설)에서 이 스타일을 잘 보여준다.

### 믿을 수 없는 화자
믿을 수 없는 화자는 신뢰할 수 없는 내레이터를 사용하는 것을 포함한다. 이 방식은 청중에게 이야기에서 고의적인 불신감이나 어떤 정보가 사실이고 어떤 정보가 거짓인지에 대한 의심이나 미스터리 수준을 주기 위해 사용될 수 있다. 믿을 수 없는 화자는 일반적으로 일인칭 화자이다. 삼인칭 화자도 믿을 수 없을 수 있다. 한 예로 제롬 데이비드 샐린저의 호밀밭의 파수꾼이 있는데, 이 소설의 화자인 홀든 콜필드는 편향적이고 감정적이며 유치하며, 특정 정보를 고의적으로 공개하거나 보류하고 때로는 상당히 신뢰할 수 없을 수도 있다.

## 같이 보기
- 보이스오버